# Чемпионат Южной Америки по волейболу среди женщин 1964
6-й чемпионат Южной Америки по волейболу среди женщин прошёл с 30 марта по 8 апреля 1964 года в Буэнос-Айресе (Аргентина) с участием 4 национальных сборных команд. Чемпионский титул впервые в своей истории выиграла сборная Перу.  

## Команды-участницы
Аргентина, Парагвай, Перу, Уругвай.
От участия отказалась Бразилия — бессменный чемпион предыдущих пяти первенств.

## Система проведения чемпионата
4 команды-участницы провели двухкруговой турнир, по результатам которого определена итоговая расстановка мест.   

## Результаты
| М | Команда   | 1       | 2       | 3       | 4       | И | В | П | С/П | О  |
| - | --------- | ------- | ------- | ------- | ------- | - | - | - | --- | -- |
| 1 | Перу      |         | 3:- 3:1 | 3:- 3:1 | 3:2 3:0 | 6 | 6 | 0 |     | 12 |
| 2 | Парагвай  | -:3 1:3 |         | 1:3 3:1 | 3:1 3:- | 6 | 3 | 3 |     | 9  |
| 3 | Аргентина | -:3 1:3 | 3:1 1:3 |         | 3:-     | 6 | 3 | 3 |     | 9  |
| 4 | Уругвай   | 2:3 0:3 | 1:3 -:3 | -:3     |         | 6 | 0 | 6 |     | 6  |

30 марта: Аргентина — Парагвай 3:1 (15:12, 7:15, 15:5, 15:4); Перу — Уругвай 3:2 (15:13, 13:15, 14:16, 15:5, 15:5).
1 апреля: Перу — Парагвай 3:-; Аргентина — Уругвай 3:-.
3 апреля: Перу — Аргентина 3:-; Парагвай — Уругвай 3:1.
4 апреля: Парагвай — Аргентина 3:1 (16:14, 15:11, 13:15, 15:5); Перу — Уругвай 3:0.
6 апреля: Перу — Парагвай 3:1 (9:15, 15:13, 15:9, 15:1); Аргентина — Уругвай 3:-.
7 апреля: Парагвай — Уругвай 3:-.
8 апреля: Перу — Аргентина 3:1 (15:12, 15:13, 10:15, 15:8).

## Итоги

### Положение команд
| Перу       |
| Парагвай   |
| Аргентина  |
| 4. Уругвай |